# Редостово
Редостово (пол. Redostowo, нім. Retztow) — село в Польщі, у гміні Осіна Голеньовського повіту Західнопоморського воєводства.
Населення — 141 особа (2011).
У 1975-1998 роках село належало до Щецинського воєводства.

## Демографія
Демографічна структура станом на 31 березня 2011 року:
|          | Загалом | Допрацездатний вік | Працездатний вік | Постпрацездатний вік |
| -------- | ------- | ------------------ | ---------------- | -------------------- |
| Чоловіки | 68      | 15                 | 48               | 5                    |
| Жінки    | 73      | 16                 | 46               | 11                   |
| Разом    | 141     | 31                 | 94               | 16                   |